# 휴가 사키
휴가 사키(일본어: 日向 咲, 한국명: 김소라)는 토에이 애니메이션의 프리큐어 시리즈 《프리큐어 Spalash Star》에 등장하는 가공의 인물. 애니메이션에서 목소리를 연기한 성우는 일본판은 키모토 오리에, 한국판은 윤성혜.

## 개요
큐어 블룸으로 변신하며, 변신 시 파트너는 프라피. 미쇼 마이와 함께 "듀얼 스피리츄얼 파워!"라고 외치며 변신한다. 중반에는 무프의 힘을 빌려 2단계로 변신, 2단계 변신 이후 전투 복장이 풀 체인징 되었으며 동시에 명칭도 큐어 브라이트로 변경. 생일은 8월 7일이며, 혈액형은 O형.

## 인물소개
유우나기 중학교 2학년으로 소프트볼 부에서 투수와 4번타자를 맡고있다. 1화에서 10타자 연속 탈삼진을 달성하며, 소프트볼 부의 에이스로 활약중이다. 집은 부모님이 운영하는 '베이커리 PANPAKA빵'이라는 빵집. 여동생 1명이 있다. 말버릇은 "완전 짱이다".
공부와 그림실력은 별로지만, 소프트볼 부에서는 불이 붙을만큼 활발히 활동한다. 항상 밝고 명랑하며, 그 자리에 있는 것만으로도 주위를 환하게 만드는 분위기 메이커로, 마이의 오빠 카즈야로부터 "한여름 해바라기같은 아이"라 평가되었다. 반면에, 한 번 화가 나면 용서해 줄 때까지 시간이 오래 걸리는 고집 센 면도 있다.
아침잠이 많아 자주 늦잠을 자는 버릇이 있다. 어릴 적부터 부모님에게서 자연과 물건의 소중함에 대해서 배웠다. 마이의 오빠 카즈야에게 남몰래 연심을 품고 있으며, 그 앞에서만 서면 평소 활발한 모습은 온데간데없이 급 얌전해진다. 가장 좋아하는 음식은 초코 콜로네.

## 큐어 블룸
"빛나는 금빛 꽃, 큐어 블룸!" (輝く金の花、キュアブルーム!) 이미지 색은 금색.
디자인의 모티브는 화조풍월(花鳥風月)의 꽃. 대사에선 금색이라 말하고 있지만, 변신 후 복장의 기본 테마색은 자주색으로, 해바라기같은 노란색 테두리가 있다. 변신전의 갈색 머리에서 주황빛 띠는 선명한 황금색으로 변하며, 파인애플 모양과 바깥쪽으로 뻗쳐있는게 특징.
전투 스타일은 대지의 힘을 빌린 기술과 육탄전을 주체로, 주로 펀치를 사용하며, 그 위력은 매우 강력하다. 정령의 힘으로 혼자서도 배리어를 사용할 수 있다.
큐어 이그렛과 합동 필살기
- 프리큐어 트윈 스트림 스플래시[3]
- 프리큐어 스파이럴 하트 스플래시
- 프리큐어 스파이럴 하트 스플래시 스타

## 큐어 브라이트
"천공에 가득찬 달, 큐어 브라이트!" (天空に満ちる月、キュアブライト!)
무프의 힘을 빌린 새로운 변신형태. 디자인의 모티브는 화조풍월의 달. 변신 후 복장의 기본 테마색은 노란색으로 중간중간 연두색 테두리가 있다.
큐어 윈디와 합동 필살기
- 프리큐어 스파이럴 스타 스플래시[4]